# Sisyropa picta
Sisyropa picta là một loài ruồi trong họ Tachinidae.